# Hur gick det sen? Boken om Mymlan, Mumintrollet och Lilla My
Hur gick det sen? Boken om Mymlan, Mumintrollet och Lilla My är en bilderbok av den finlandssvenska författaren Tove Jansson från 1952. Boken är en hålbok, det vill säga varje sida har klippta hål där föremål eller landskap på nästa sida skymtar, sålunda binds handlingen ihop. Boken blev vinnare av Nils Holgersson-plaketten 1953.

## Handling
Mumintrollet är på väg hem till Muminmamman med mjölk. På vägen dit träffar han Mymlan som letar efter sin syster Lilla My. Tillsammans ger de sig ut för att hitta henne.